# Andethele tarma
Andethele tarma är en spindelart som beskrevs av Coyle 1995. Andethele tarma ingår i släktet Andethele och familjen Dipluridae.
Artens utbredningsområde är Peru. Inga underarter finns listade i Catalogue of Life.